# 알파고 시나씨
알파고 시나씨(튀르키예어: Şinasi Alpago, 1988년 7월 28일 ~ )는 튀르키예에서 태어난 대한민국의 언론인이자 작가, 방송인이다. 각종 튀르키예 언론에 한국의 소식을 전하고 있는 그는 현재 AsiaN에서 편집장으로 근무하고 있다.

## 생애
알파고 시나씨는 튀르키예 아라라트산 인근의 이디르 시에서 태어났다. 14살 때 에페소스에 있는 야만라르 과학고등학교에서 공부했다. 이스탄불 기술대학교에 다니던 중, 석가모니와 공자의 가르침을 따르는 동양에 유학하고 싶다는 생각에, 2004년에 튀르키예를 떠나, 대한민국으로 건너왔다. 본래는 이공계 진학을 위해 한국에 유학왔다. 한남대학교 어학원에 다니던 중 튀르키예 군인과 이야기할 기회가 있었는데 튀르키예에 한국 전문가가 부족하다는 조언을 듣고 진로를 바꾸게 된다. 부모님께 이공계로 진학하지 않고 인문학을 전공한다고 전하자, 튀르키예로 돌아오라며 크게 나무랐다고 한다.
국제 관계에 흥미를 느껴 충남대학교에서 정치학을 공부했고, 혁명과 민족주의를 더 깊이 공부하기 위해 서울대학교 대학원 외교학과에서 석사 과정을 밟고 있다.
2010년부터 지한통신사 한국 특파원으로 활동하면서 북한은 물론이고 한국의 대기업과 한국 사회가 가진 독특한 색채를 담아 터키에 보도하고 있다. 때로는 아시아 구석구석을 돌아다니며 평화의 소식을 전하고, 한국의 방송에 출연해서 한국인들의 눈높이에 맞춰 이해하기 어려운 중동의 정세를 쉽게 풀어내고 있다.
2018년에는 튀르키예 공화국 정부에서 지한 통신사를 강제 폐쇄하면서, 국적을 대한민국으로 변경하게 되었다. 이에 따라 알파고 시나씨는 현재 튀르키예에 입국을 하지 못하고 있다.

## 학력
- 야만라르 과학고등학교
- 충남대학교 정치외교학과, 중어중문학과 학사
- 서울대학교 외교학 석사

## 방송 출연작

### 뉴스 방송
- 《이슈 오늘》 (YTN, 2014년)
- 《대한견문록》 (Tv Chosun, 2014년~2015년)
- 《아침이 좋다, 금요외신클랍》 (KBS2, 2016년)
- 《아침이 좋다, 한국-한국인》 (KBS2, 2016년~2017년)
- 《김어준의 블랙하우스》 (SBS, 2017)
- 《정윤선의 이슈파이터》 (tbs, 2018)

### 예능 방송
- 《용감한 기자들》 (E 채널, 2015년) 130회 & 138회
- 《비정상회담》 (JTBC, 2016년) 126회 & 130회
- 《소사이어티 게임》 (tvN, 2017년)
- 《어서와~ 한국은 처음이지?》(MBC EVERY1, 2018년) 21회 & 24회
- 《대한외국인》 (MBC, 2019년) 46회~
- 《개그콘서트》 (KBS2)
- 《스탠드 업》 (KBS2, 2019년)
- 《6시 내고향》 (KBS1, 2022년 8월 31일) 7608회 [수요일엔 수산물] 임시 패널[3]
- 《톡파원25시》 (JTBC,2022년~2024년)게스트 및 출장 톡파원
- 《히스토리 한 컷》 (TV조선,2023년)

### 라디오 방송
- 《오태훈의 시사본부》 (KBS, 2018년) 정상근과 알파고의 와치독
- 《세계는 한가족》 (BBS불교방송, 2018년) 다문화 수다방, 진행자
- 《안영미, 최욱의 에헤라디오》 (MBC, 2018년)
- 《아름다운 이아침, 봉태규입니다》 (SBS, 2024) 수, 비공감댓글 게스트

## 서적
- 《누구를 기억할 것인가?》2016
- 《세계 독립의 역사》2019

## 공연
- 《알파고의 스탠드업 코미디쇼; 한국생활백서》 (소담소극장, 2016)
- 《스탠드업 라이브 코미디 쇼; Ep 2.5》 (공간비틀즈, 2018)
- 《스탠드업 코미디 쇼: Stage 6》 (코미디 헤이븐, 2019)